# Nerville-la-Forêt
Nerville-la-Forêt – miejscowość i gmina we Francji, w regionie Île-de-France, w departamencie Dolina Oise.
Według danych na rok 1990 gminę zamieszkiwało 577 osób, a gęstość zaludnienia wynosiła 86 osób/km² (wśród 1287 gmin regionu Île-de-France Nerville-la-Forêt plasuje się na 771 miejscu pod względem liczby ludności, natomiast pod względem powierzchni na miejscu 567).